# 老少配
老少配，又称老少恋、忘齡戀、忘年恋，貶稱枯楊戀、老牛吃嫩草（男方年紀較女方大）、煲老藕（粵語，女方年紀較男方大），指一對年龄差距較大的伴侣。
社會上對老少配有不同看法：主要有两种不同的观点：
第一种人認為老少配是值得祝福的戀情，同时他们主張追求幸福是人人拥有的權利，爱情是神圣的以及真爱不能因为其他的因素而被阻挠；
与此同时，第二种观念保守的人们认为忘年恋有伤风化并在主观上认为这种关系是龌龊或变态的。
在文学以及艺术领域，出现了反映这种恋爱关系的作品。例如在美国上映的法国经典电影《Léon》、中国大陆电视剧《大丈夫》等等艺术作品，数量可观。对待忘年恋式的婚姻，人们褒贬不一。有些看好者认为年龄的差距很好地弥补了两性的心理成熟度的差距；同时，有些贬斥者则站在传统道德的角度对忘年恋进行抨击。
随着社会观念的转变，人们在满足基本的生理需求和安全需求后，迈向更高层次的社会需求、尊重需求及自我实现。表现在情感需求上是敢于追求爱情、淡化礼法、遵从内心的真正选择。

## 客觀問題
一般而言，忘齡戀較年長的一方離世時，另一方還是相對年輕，有些人會選擇再婚，另一些卻選擇守寡或鰥守；另一方面，忘齡戀雙方在生理需要上會有較大的差異。至於在價值觀和興趣方面，有較大機會出現「代溝」。

## 古代
在古代，由於婚姻講究門當戶對，又涉及政治關係，皇室、貴族男性要娶門第相當的女子為妻，但年紀相若的未婚女子未必符合条件，且東亞社會近古提倡貞節，反對寡婦改嫁，於是這些男子就娶年紀比自己小很多的貴族小姐為妻，如朝鮮王朝英祖與繼妃貞純王后（相差51歲）、琉球國第二尚氏王朝尚寧王與王妃尚蘭叢（相差約20歲）。西方其中一個例子有61歲的东罗马帝国皇帝阿納斯塔修斯一世與約34歲的阿里阿德涅皇后（於491年丈夫前任皇帝芝诺去世後一個月和阿纳斯塔修斯結婚）。
女老男少方面，古代上層社會男性常有和乳母或褓姆有性關係甚至将其納為妾的現象，如明憲宗把從小照顧他的宮女萬貞兒納為貴妃，高倉天皇和乳母藤原公子育有女兒功子內親王，室町幕府將軍足利義政納乳母今參局為妾。
另外，古代男子如果在青壯年時未能得子傳宗接代，或之前所生之子有殘疾，在老年時往往會娶年輕女子來生子繼後。如孔子的父親叔梁紇由於獨子有腿疾，於是在72歲迎娶18歲的顏徵在，後來顏徵在生下孔子，但史記記載，顏徵在是在與叔梁紇“野合”的情況下懷上的孔子。
中國古代童養媳中的「等郎妹」一類是指未婚夫還沒出生就已經住在婆家，到男方出生時女方已經接近二十歲，於是女方的年齡已經可以當男方的母親的女人。客家山歌：「十八姣姣三歲郎，夜夜要妹抱上床，睡到半夜思想起，不知是仔還是郎！」就道出這種狀況。

## 現代

### 異性戀

#### 男老女少
2009年10月，樹德科技大學人類性學研究所所長林燕卿指出，老少配之間因年歲的落差，不論在言語溝通或生命經歷，都有代溝存在。一般男長女幼的配對，男方多半有高社經地位，事業有成，是情場或婚姻的沙場老將；而女方則有著年輕美貌，身體稚嫩、易操控，雙方各取所需。該性學所發現，不少人步入更年期後，反而會企圖在年輕的胴體尋找慰藉，形成所謂的老少配，以證實自己寶刀未老，依舊具有吸引力、魅力。

##### 20世紀
- 孫中山（男，1866年）和宋慶齡（女，年齡差距27歲），1915年結婚；
- René Angélil（男）和小26歲的席琳·狄翁，1994年結婚；
- 黃飛鴻（男，1847年）和莫桂蘭（女，1891年10月15日），1920年結婚。[7]
- 鄔友正（男，1954年07月17日出生）和小19歲的翁嘉穗（女，1974年1月15日出生），1999年結婚，兩人育有二子；
- 魯迅（男，1881年9月25日）和許廣平（女，1898年2月12日）[8]
- 劉詠堯（男，1909年7月10日）和鐘光儀（女，與劉相差18歲，是劉若英的祖母）
- 梁實秋（男，1903年1月6日）和韓菁清（女，年齡與梁差距28歲），1975年結婚。[8]
- 查良鏞（男，1924年2月6日）和林樂怡（女，與金庸相差29歲），1976年結婚。[8]
- 郭鹤年（男，1923年10月6日）和何宝莲（女，1953年出生），1979年从马来西亚移居香港组织新家庭。[9][10]
- 何鴻燊（男，1921年出生）和梁安琪（女，1961年出生），兩人育有三子二女，但至今始終未婚，並與一妻一妾一情婦及至少12名其它子女同時存在。
- 劉家良（男，1937年10月6日）和小26年的翁靜晶（女，1964年5月22日），1984年結婚。
- 傑克·切瑞（Jake Cherry）和鄧文迪（相差30年），1990年結婚。
- 李敖（男，1935年4月25日）和王小屯（女，1964年），1992年結婚。
- 伍迪·艾倫（1935年12月1日）和順宜（1971年出生）（本為養父與養女關係），1990年相戀，1997年結婚。
- 魯珀特·梅鐸（男，1931年3月11日）和小37歲的鄧文迪（女，1968年12月05日），1999年結婚；
- 洪金寶（男，1952年出生）和小13歲的高麗虹（女，1965年出生），1995年結婚；
- 林子祥（男，1947年出生）和小13歲的葉蒨文（女，1961年出生），1996年結婚；
- 任達華（男，1955年3月19日）和小12年的琦琦（女，1967年9月29日），1997年結婚。

##### 21世紀
- 楊振寧（1922年出生）和小54歲的翁帆（1976年出生），2004年結婚；
- 馬悅然（男，1924年6月6日出生）和小43歲的臺灣媒體人陳文芬（女，1967出生），2006年結婚。[11]
- 劉鑾雄（男，1951年出生）和小29歲的陳凱韻（女，1980年出生），兩人育有一女一子，並與呂麗君及其子女同時存在；
- 劉鑾雄（男，1951年出生）和小26歲的呂麗君（女，1977年出生），兩人育有一女一子，但至今始終未婚，並與陳凱韻及其子女同時存在；
- 施明德（男，1941年出生）和小27歲的陳嘉君（女，1968年出生），2004年結婚，兩人育有二女施蜜娜、施笳；
- 梁錦松（男，1952年出生）和小26歲的伏明霞（女，1978年出生），2002年結婚，兩人育有一子二女；
- 郭富城（男，1965年出生）和小21歲的方媛（女，1987年出生），2017年結婚，兩人育有二女兒；
- 鄭嘉穎（男，1969年出生）和小21歲的陳凱琳（女，1991年出生），2018年結婚，兩人育有三子；
- 唐納·川普（男，1946年6月14日出生）和小24歲的梅蘭妮亞·川普（女，1970年4月26日出生），2005年結婚。
- 郭台銘（男，1950年出生）和小24歲的曾馨瑩（女，1974年出生），2008年結婚。[12]
- 林全（男，1951年出生）和小19歲的吳佩凌（女），2002年結婚；
- 尚·陶德（男，1946年02月25日出生）和小16歲的楊紫瓊（女，1962年08月06日出生），2023年結婚；
- 黃德斌（男，1963年出生）和小16歲的黃美恩，2018年結婚；
- 呂良偉（男，1956年出生）和小14歲的楊小娟（女，1971年出生），2001年結婚；
- 單立文（男，1959年3月17日出生）和小13歲的胡蓓蔚（女，1971年11月12日出生），2008年結婚；
- 馬國明（男，1974年2月13日出生）和小13歲的湯洛雯（女，1987年5月6日出生），2023年結婚；
- 邱文華（男，1964年10月18日出生）和小13歲的陳凱欣（女，1977年11月19日出生），2008年結婚，兩人育有一女一子；
- 柯賜海（男）和小13歲的張美丹（女），在花蓮市戶政事務所登記結婚。2013年7月4日，於法院與張美丹完成離婚手續。
- 柯賜海（男）和小30歲的林思佳（女），2013年7月5日登記結婚。
- 許傑輝（男）和小18歲的陳宛君（女），2010年結婚。
- 許效舜（男）和小24歲的陳愉（女），2011年結婚。
- 甄子丹（男，1963年7月27日）和小17年的汪詩詩（女，1981年4月21日），2003年結婚。
- 周杰倫（男）和小14歲的昆凌（女），2014年結婚。
- 張涵雅（女）和大13歲的吳國寶（男），2016年結婚。[13]
- 劉伊心（女）和大24歲的林志隆（男），2017年結婚。
- 范曾（男）和小50岁的徐萌（女），2024年结婚。

#### 女老男少
2001年5月，國立台灣大學新聞研究所教授張錦華表示，以台灣「莉莉與小鄭」老少配事件為例，這個話題之所以引起騷動，其實有一大部份是來自傳統觀念中的性別迷思，例如婚配中「應該」是「男大女小、男強女弱、傳宗接代」等等。因為顯然同樣是老少配的「男大女小」配，就往往被認為是「佳話」一樁，至於雙方到底配不配，就被當作是私領域、家務事而無人聞問了。
張錦華提到，老少配事件原來是可以被「炒作」成一個討論傳統迷思的話題，媒體可以藉此讓大家思考一些我們已經習以為常、卻偏頗不公的觀點：例如「為什麼『男大女小』才正常呢」，如果老女人經濟穩定、理性成熟、情感溫厚，又長壽健康，也許才正是男人的理想伴侶。我們也可以問：家庭美滿幸福的真正基礎是什麼呢？是誰年紀大嗎？還是雙方如何培養真誠尊重、寬諒忍讓、良善喜捨的美德，這才是配不配的重要關鍵吧。
- 白光在吉隆坡登台，遇到比她小19歲的顏良。顏良體貼入微，對白光呵護備至，令白光動心。二人長相廝守30年直至白光因病去世；
- 謝偉俊1959年1月21日（66歲）和白韻琹1944年9月1日（80歲）於1997年結婚，男比女小14年；
- 法國總統埃瑪紐耶爾·馬克宏（男，1977年12月21日（47歲））和碧姬·馬克宏（女，1953年4月13日（72歲）），2007年結婚，男比女小24年。

## 離婚收場
- 林敏聰（男，1959年出生）和小17歲的陳伶俐（女，1977年出生），1998年結婚—2008年離婚，兩人育有兩子；
- 郭晉安（男，1964年出生）和小15歲的歐倩怡（女，1979年出生），2006年結婚—2024年離婚，兩人育有一子一女；
- 林祖輝（男，1963年12月24日出生）和小14歲的姚嘉妮（女，1978年8月10日出生），2006年結婚—2024年離婚，兩人育有一女一子；
- 黎明（男，1966年出生）和小13歲的樂基兒（女，1980年出生），2008年結婚—2012年離婚，兩人育有一女兒；
- 鄧偉傑（男，1968年出生）和小12歲的唐寧（女，1981年出生），2010年結婚—2017年離婚，兩人育有一子一女；
- 霍震霆（男，1946年出生）和小12歲的朱玲玲（女，1958年出生），1978年結婚—2004年離婚，兩人育有三子；
- 謝賢（男，1936年出生）和小15歲的狄波拉（女，1951年出生），1979年結婚—1995年離婚，兩人育有一子一女；
- 謝賢（男，1936年出生）和小11歲的甄珍（女，1948年出生），1974年結婚—1977年離婚；
- 岑建勳（男，1952年出生）和小11歲的謝寧（女，1963年出生），1991年結婚—2005年離婚，兩人育有二女兒；
- 劉愷威（男，1974年出生）和小11歲的楊冪（女，1986年出生），2013年結婚—2018年離婚，兩人育有一女兒；

## 註腳
1. ↑  . 南華大學 (台灣). 2006-11-15  [2011-03-15]. （原始内容存档于2018-12-19） （中文（臺灣））.
2. ↑  张怡筠博士. . ILoveEQ. 2009-03-24  [2011-03-15]. （原始内容存档于2010-11-14） （中文（中国大陆））. 打开电脑，看到媒体报道杨振宁博士及翁帆十指紧扣，穿情侣装出席文艺活动的照片……
3. ↑  .   [2014-10-14]. （原始内容存档于2018-01-18）.
4. ↑  .   [2014-10-14]. （原始内容存档于2014-10-30）.
5. ↑  .   [2011-03-15]. （原始内容存档于2019-06-16）.
6. ↑  元氣周報／記者王昭月. . 聯合新聞網／健康醫藥. 2009-10-23  [2011-03-21]. （原始内容存档于2014-11-08） （中文（臺灣））.
7. ↑  黄飞鸿与高州莫桂兰 的存檔，存档日期2010-01-21.
8. 1 2 3  . 新華網. 2009-03-12  [2011-03-20]. （原始内容存档于2012-05-17） （中文（香港））.
9. ↑  传奇！大马首富郭鹤年的人生故事 （页面存档备份，存于）大喜，2018年2月28日
10. ↑  邓丽君曾是他准儿媳，李嘉诚都要喊他大哥，却出轨爱上小30岁少女 （页面存档备份，存于）新浪网，2019年9月19日
11. ↑  . 聯合報. 2006-07-29  [2019-06-06]. （原始内容存档于2019-06-07） （中文（臺灣））.
12. ↑  . 蘋果日報. 2009-07-13  [2011-03-15]. （原始内容存档于2009-09-16） （中文（臺灣））.
13. ↑  . 蘋果日報. 2019-03-17 （中文（臺灣））.
14. 1 2  張錦華. . 大紀元電子報. 2001-05-21  [2011-03-23] （中文（臺灣））.[永久]
15. ↑  教育文化組研究助理 瞿文芳. . 國家政策研究基金會. 2001-07-31  [2011-03-20]. （原始内容存档于2007-12-14） （中文（臺灣））.

## 外部來源
- YouTube上的贊成老少配？小s：未來女兒交往老男人ok